# Albert Bürger
Albert Bürger („Adalbert”, n. 1861, Oiejdea, Comitatul Alba de Jos – d. 19 ianuarie 1938, Târgu Mureș) a fost un om de afaceri de succes, om politic, industriaș, fabricant de bere, recunoscut la nivel național în perioada interbelică, una din cele mai influente personalități ale orașului Târgu Mureș din perioada dualistă austro-ungară până în perioada interbelică.
Albert Bürger a fost proprietarul unei fabrici de bere, al unei fabrici de vopsele și de produse din alcool. A deținut mai multe proprietăți atât în Mureș cât și în alte orașe din Transilvania, printre care și Palatul Apollo și Hotelul Meder.

## Biografie
Albert Bürger s-a născut în 1861 în satul Oiejdea din comitatul Alba de Jos într-o familie de religie iudaică, ca fiu al comerciantului Márton (Martin) Bürger din Sântimbru. Mama sa a fost Hani Bürger, născută Nuszbaum. A studiat la academiile de comerț din Budapesta (1878) și Graz.
În 1886 s-a stabilit la Târgu Mureș, unde a cumpărat și a modernizat renumita sa fabrică de bere. Din 1889 a fost membru al Adunării Generale a orașului în rândul plătitorilor de cele mai mari impozite din oraș (în 1889 pe locul 131). Încă de la data înființării a făcut parte din organele de conducere ale Băncii Agrare din Târgu Mureș (împreună cu György Bernády), iar din 1913 a deținut funcția de președinte al Camerei de Industrie și Comerț. Încă de la începutul carierei sale târgumureșene era activ și pe plan politic: în anii 1890 a devenit membrul Partidului Liberal, în 1910 se găsește printre fondatorii filalei locale a Partidului Național al Muncii⁠(en)[traduceți], mai târziu devine președintele filialei mureșene. 
În 1914 a fost înnobilat de regele Ungariei Franz Joseph, primind prenumele nobiliar „boroskrakkói” („de Cricău”). Înainte de război, în 1913, el plătea cel mai mare impozit în orașul liber regesc Târgu Mureș, o sumă de 26.358 coroane.

## Fabrica de Bere „Albert Bürger”
Fabrica de bere Bürger considerată înainte de primul război mondial cea mai importantă dintre fabricile regionale de bere, s-a dezvoltat dintr-o fabrica mică care a funcționat încă din anii 1850 în zona străzii Podeni, mutată până la urmă la celălalt mal al Mureșului (strada Sinaia). La începutul anilor 1880 proprietarul de atunci, Kraft Károly a transformat fabrica, modificând sistemul de producție pe bază de abur, crescând capacitatea de producție până la 2.000 de hectolitri. Investiția însă era prea costisitoare, iar vechiul proprietar a dat faliment, Bürger Albert avand oportnitatea sa achizitioneze fabrica în anul 1886. În anul 1893 reporterul magazinului Budapesti Látogatók Lapja din Budapesta, călătorind prin Târgu-Mureș, a menționat fabrica lui Bürger ca fiind unul dintre cele mai importante obiective industriale ale orașului, cu o producție anuală de 19.000 hectolitri,
A fost una dintre cele mai mari firme industriale din oraș în perioada interbelică. Avea sediul în str. Berăriei (în prezent Sinaia) nr. 1 și 2-6, telefon 8 și interurban 408, adresa telegrafică fiind: „Berărie”. 
Avea și o filială în Alba-Iulia, începând din anul 1904.
Bürger a investit și el în modernizarea fabricii, astfel în anii următori dupa achizitie, cifra de afaceri a crescut în continuu, iar la 5 august 1911 colectivul de muncă de mai multe sute de angajați a aniversat 25 de ani de succes ai fabricii. În 1913 producția anuală era de 50.000 de hectolitri de bere, capacitatea de producție fiind însă mult mai mare (100.000 hectolitri).
Înainte de război un renumit „brand” al fabricii era o specialitate de bere brună, „Dupla Maláta”. 
Fabrica prospera și după război: conform unei însemnări din 1928, înaintea crizei economice capacitatea de producție a fabricii era de 150.000 de hectolitri, avea 170 de angajați, iar capitalul investit era de 56.500 lei.
Din punct de vedere etnic, din cei 54 de angajați stabili ai fabricii de bere, 43 erau minoritari (maghiari, evrei) și 13 români (1 funcționar inferior, 4 dogari, 5 lăcătuși, 1 fierar, 1 strungar, 1 șofer)9 , cu precizarea că numărul și structura ocupațională a lucrătorilor fabricii a evoluat semnificativ în perioada în discuție.
Se pare, că firma Bürger s-a ruinat în mare parte în urma crizei economice din anii 1930, potrivit unor surse acest proces a fost accelerat și de incompatibilitatea fiului său, Dezső (Desideriu). 
În 1928 Fabrica de Bere este transformată în societate pe acțiuni, însă în mai 1932, din cauza problemelor financiare, proprietarul este silit să ceara demararea procesului de dizolvare și lichidare forțată, în iunie este atacat de către creditorii săi la tribunal pentru neplată, proprietatea imobilă a fabricii fiind întabulată cu acest scop. La sfârșitul anului 1935 situația societății pe acțiuni a lui Bürger pare a fi una foarte gravă: nu se convocată ședința acționarilor, proprietarul nu mai întocmește raporturile anuale. În 1936 se schimbă structura de acțiuni, o parte a pieței fabricii este cedată firmei Dreher–Haggenmacher.
Datoriile însă au depășit 2 milioane de lei: 65% din angajații fabricii sunt concendiați, iar în 1937 societatea pierde procesul purtat cu creditorii săi. 
Bürger se stinge din viață odată cu falimentarea firmei sale: a decedat în ianuarie 1938.

## Producerea de curent electric „Farkas Mendel & Co.”
S-a implicat și în promovarea noutăților. 
Începuturile producției de energie electrică în Târgu-Mure și i se datorează tot lui, încă din 1893, pe platforma din str. Kós Károly nr. 1, (actuala S.C. „Energomur” S.A.), amplasează un grup electrogen, utilizând curentul electric pentru alimentarea fabricii sale de bere. Din 1898, în colaborare cu Farkas Mendel, patronul firmei „Farkas Mendel & Co.” (continuată de „descendenții lui Farkas Mendel”), situată în apropierea Gării de nord a orașului, conform contractului din 17 decembrie 1897, montează patru generatoare de curent, puse în funcțiune de mașini cu abur, având o putere totală de 420 kw, producând curent electric începând din 1 noiembrie 1898. 
Antreprenorii Farkas Mendel, Bürger Albert și Tauszig Hugo au încheiat cu Primăria un contract de concesiune pe 50 de ani pentru executarea de rețele electrice pe străzile orașului și pentru comercializarea curentului electric, atât pentru consumul public (străzi, întreprinderi și instituții publice) cât și pentru consumul privat, urmând să fie instalate 400 de becuri de 50 w. 

## Proprietăți
A fost și un mare proprietar imobiliar, pe lângă clădirile din Târgu Mureș și altele din Reghin, Gheorgheni, Vulcan, Petroșani și Mediaș. 
Pe lângă edificiile fabricilor dispunând de reședința din Bd. Regina Maria (actualul Cetății) nr. 66, un palat în imediata vecinătate a fabricii (clădirea fostului restaurant „Cocoșul de Aur”), Palatul Apollo din Piața Regele Ferdinand și hotelul „Méder” (sigur la 1935).
Pe lângă clădiri, Bürger Albert, singur sau împreună cu soția (Méder Antalné), mai deținea în Târgu-Mureș proprietăți imobile în total 1.228.252 de coroane (echivalent a 614.126 de lei în 1919):
- str. Báthory István (D. Cantemir) nr. 2 în valoare de 34.070 de coroane,
- str. Bercsényi (Episcop Ioan Bob) nr. 10 în valoare de 38.910 coroane,
- str. Baró Eötvös (Gen. Drăgălina) nr. 5 în valoare de 23.400 de coroane,
- în str. Hidvég (Podeni) nr. 53, 54, 55 în valoare de 8.080 de coroane,
- str. Hunyádi (Mihai Viteazul) nr. 20 în valoare de 90.420 de coroane,
- str. István Király (Mihai Viteazul - alt segment) în valoare de 214.520 de coroane,
- str. József Nándor (Anton Pann) în valoare de 110.770 de coroane,
- str. Kossuth (Călărașilor) nr. 19 în valoare de 90.600 de coroane,
- str. Lavotta (Revoluției) nr. 1 în valoare de 3.240 de coroane,
- str. Rákoczi II (Avram Iancu) nr. 71 în valoare de 48.000 de coroane,
- str. Sörház - Berăriei (Sinaia) nr. 2, 14, 16 în valoare de 511.040 de coroane,
- str. Vilmos császár (Revoluției - alt segment) nr. 8 în valoare de 36.400 de coroane,
- Kosárdomb (Câmpului) în valoare de 33.942 + 3.540 de coroane,
- Nagyhegy alja (Dumbravei) în valoare de 21.360 de coroane, total 1.228.252 de coroane (echivalent a 614.126 de lei în 1919).

## Alte activități
Timp de mai multe decenii a desfășurat activitate de afaceri și de conducere în mediile de afaceri din Transilvania; a fost întemeietor, acționar și membru în Consiliile de Administrație ale mai multor firme importante și proprietar imobiliar. 
- consilier regal pe probleme de economie,
- vicepreședinte al UGIR,
- președinte al „Uniunii Patronale” din Târgu-Mureș,
- președinte al Cassei de Economie „Agrár” din Târgu-Mureș,
- vicepreședinte al Camerei de Comerț și Industrie din Târgu-Mureș timp de 24 de ani,
- membru în Consiliul de Administrație și principal acționar al „Fabricii de Bere Albert Bürger” S.A. Târgu-Mureș până la deces (1938),
- membru în Consiliul de Administrație al „Cassei de Schimb Ardeleana Tg.-Mureș” până la lichidare în 1933,
- membru în Consiliul de Administrație al S.A. Cassa de Economie „Agrár” Tg.-Mureș,
- membru în Direcțiunea „Cooperativei Proprietarilor din Sovata-Băi” în 1931,
- membru în Consiliul de Administrație al „Fabricii de Cărămizi și Țigle din Mureșeni”,
- membru în Consiliul de Administrație al „S.A. Pentru Industrializarea Sticlei” Tg.-Mureș,
- membru în Consiliul de Administrație al „Întrepozitului de Produse și Mărfuri S(ocietate) pe A(cțiuni) din Ludoșul de Mureș” până în 1936
- membru ales în Camera de Comerț și Industrie, secția industrială, categoria I, iar din 1933,
- membru în Comisia Interimară a Camerei de Comerț și Industrie, secția industrială.
- devine și membru de drept în Camera de Comerț și Industrie, delegat al Ministerului Industriei și Comerțului pe lângă Camera de Comerț și Industrie Târgu-Mureș din 1935
- membru al Comisiilor Administrative, Economice și Financiare a orașului
- membru al alianței proprietarilor de case din Târgu Mureș
- președintele Alianței Industriașilor Ardeleni

Rămâne activ în viața politică locală și națională și în perioada interbelică: în 1921 este ales membru al comisiei administrative al partidului Alianța Maghiară (Magyar Szövetség) la nivel local, în 1927 acceptă locul pentru Senat oferit de către Constantinescu, pe listele Partidului Național Liberal, fiind ales în iulie. Peste patru ani revine în Partidul Național Maghiar din România (OMP). În 1930 este desemnat comisar al guvernului din București în probleme economice și comerciale.

## Infuențe sociale și culturale
Bürger se numără între importanții lideri ai comunității evreiești din Târgu Mureș. 
Ca președinte al comunității Status Quo a avut rol și în edificarea sinagogii de pe strada Filimon (arhitect Jakob Gärtner, executant Soós Pál, 1899–1900), construită în aceeași perioadă cu casa sa de locuit; a demisionat din această funcție în aprilie 1920.

## Familie
Soția sa era implicată în mai multe acțiuni caritabile, în 1897, anul construcției, a donat 200 de forinți pentru construcția unei case de orfani pentru copii evrei. 
Au avut doi fii, György și Dezső (conform unor surse a avut și fete, care au învățat la școala franciscanilor, iar în anul 1926 Bürger a făcut o donație în favoarea acestei instutuții). 
György s-a ocupat de administrarea bunurilor din Cricău. 
Dezső (1891–194439) a învățat la Budapesta și în Charlottenburg, a avut o semnificativă activitate publicistică pe plan științific în perioada interbelică, a înființat un laborator de experimente chimice la Târgu-Mureș, însă – potrivit unor surse – prin cheltuielile sale a contribuit și la declinul firmei. Fiul său, Ferenc a emigrat în Franța, fiica sa minoră, Erzsébet a decedat în anul 1941.